# ふるさと (モーニング娘。の曲)
『ふるさと』は、モーニング娘。6枚目のシングル。1999年7月14日に発売された。

## 概要
安倍なつみが1人で歌唱、他メンバーによる6声コーラスという構成。
ジャケット写真も正面を向く安倍を中心に左右にメンバーが並ぶ。
つんく♂名義での最初のプロデュース作品。つんく♂は、「ポール・マッカートニー1人が歌っていてもビートルズの曲」という例えで安倍がボーカルのシングル曲の理由を説明した。
『ASAYAN』では、鈴木あみの「BE TOGETHER」との同時発売ランキング対決が企画され、アルバム『セカンドモーニング』の先行シングルという要素もあり、結果はオリコン初登場1位の鈴木に対しオリコン初登場5位となった。
MVは前作に続き夏を意識しているのに加え、安倍が北海道に帰省するドキュメント風の作りで、コンクリートに覆われた東京の雑踏風景といかにも“ふるさと”と呼ぶにふさわしい美瑛駅・美瑛町の大自然の風景を対峙させるように収録されている。
各メンバーの母親が顔を隠し出演、メンバーの幼少期の写真も公開されている。
安倍が浜松町駅、五反田駅の他京浜東北線・根岸線209系の車内においても収録が行われている。
完成MVに当初、曲の冒頭に中澤裕子による「モーニング娘。ふるさと」と読み上げるナレーションが入っていたが、テレジオなどのMV放送番組でオンエアされたのみで、ナレーションは商品化の際にカットされ、現在では見ることはできない。
安倍のソロアルバム『一人ぼっち』でセルフカバー。市井紗耶香 with 中澤裕子名義アルバム『FOLK SONGS』に2人によるカバー、中澤のセカンドアルバム『第二章〜強がり〜』に「ふるさと（中澤Version）」が収録。
「過去のモーニング娘。の曲を新しいメンバーによってセルフカバーする」という趣旨でファンクラブ限定でDVDリリースされたシリーズ企画『ベストショット』において矢口真里(Vol.1)、辻希美(Vol.2)、高橋愛(Vol.3)、新垣里沙(Vol.4)がそれぞれカバーした。
2005年コンサートツアーにおいて、高橋ら後輩メンバーがカバー。また、久住小春最終オーディションでの課題曲に使用された。
『ハロープロジェクト2002夏ONE HAPPY SUMMER DAY』で本楽曲に童謡の「ふるさと」をつなげたバージョンが披露される。
ハロ☆プロオンステージ!2006日本青年館公演『友情と魔法のトランプ〜スター楽屋裏物語』で安倍と柴田あゆみにより披露。
別バージョンの音源を加えた12cm盤が2004年12月15日発売「モーニング娘。EARLY SINGLE BOX」に収録、2005年3月2日に同じものがシングルとして発売。

## 収録曲
全作詞・作曲：つんく
8cm盤
1. ふるさと
編曲：小西貴雄
テレビ東京系列『アイドルをさがせ!』のオープニングテーマ
2. 忘れらんない
編曲：小西貴雄&下町兄弟
3. ふるさと (Instrumental)

12cm盤
1. ふるさと
2. 忘れらんない
3. ふるさと (Instrumental)
4. ふるさと (Early Vocal Version)

## 参加メンバー
- 1期：中澤裕子、石黒彩、飯田圭織、安倍なつみ
- 2期：保田圭、矢口真里、市井紗耶香

## 参加ミュージシャン
- 小西貴雄 - キーボード&プログラミング
- 古川望 - ギター
- 勝浦剛 - マニピュレーター